# Séverin-Cécile Abega
Séverin-Cécile Abega (1955 - ) é um escritor camaronês, dedicado especialmente ao conto e à literatura infantil, pela qual é conhecido. Suas histórias combinam lições morais, com humor e crítica social, frequentemente criticando pretensões materiais e intelectuais, especialmente aquelas derivadas da cultura europeia, valorizando os valores sociais tipicamente africanos.
É também professor da Universidade de Yaoundé, com diversas publicações no campo da antropologia, tratando de temas como religião e o lugar das mulheres na sociedade.

## Bilbiografia
- Gikandi, Simon, ed. (2003). Encyclopedia of African literature [Enciclopédia da literatura Africana]. [S.l.]: Routledge